# Бранко Шмит
Бранко Шмит (хрв. Branko Schmidt; Осијек, 21. септембар 1957) хрватски филмски је редитељ и сценариста.

## Биографија
Био је полазник Академије драмске умјетности у Загребу, студије филмске и ТВ режије, гдје је дипломирао 1981.

## Филмографија
- 1988 - Сокол га није волио
- 1991 - Ђука Беговић
- 1994 - Вуковар се враћа кући
- 1997 - Божић у Бечу
- 2000 - Срце није у моди
- 2001 - Краљица ноћи
- 2005 - Пут лубеница
- 2009 - Метастазе
- 2012 - Људождер вегетеријанац
- 2021 - А били смо вам добри